# Anthribola decoratus
Anthribola decoratus là một loài bọ cánh cứng trong họ Cerambycidae.